# Schloss Maiwaldau
Schloss Maiwaldau galt als eines der schönsten Barockschlösser im Hirschberger Tal. Es lag in Maiwaldau, heute Maciejowa, einem Ortsteil von Jelenia Góra, an der Straße  nach Bolków (Bolkenhain) in der polnischen Woiwodschaft Niederschlesien.

## Geschichte
Um das Jahr 1200 wird Wittich von Czirn als Besitzer des Ortes genannt. Mit einer Urkunde aus dem Jahr 1319 verkaufte Albertus Bavarus das Gut Maiwaldau zusammen dem Kirchenpatronat und der Scholtisei dem Otto von Zedlitz. Beurkundet wurde der Vorgang durch den Schweidnitzer Herzog Heinrich I.
Das Schloss geht auf einen mittelalterlichen Bau zurück, der unter den von Nimptsch und den von Zedlitz erbaut und ausgebaut wurde. Die von Karwath ließen den Bau 1686 zu einem frühbarocken Schloss umbauen. Von 1763 bis 1765 war Maiwaldau in Besitz des Anton Franz von Karwath, von dem es durch Verkauf an die Fürstin Sapieha überging. Sie vererbte es dem Freiherrn von Lilienhoff, dem (?) Lilienhoff-Zwowitzky folgte. 1790 gelangte es an die Herren von Schaffgotsch, die es 1851 an Udo von Alvensleben verkauften, von dem es 1858 Friedrich August Kuhn erwarb. 1862 folgte Herzog Elimar von Oldenburg, 1872 der Rittergutsbesitzer Walter und nur wenige Monate später Emil Becker. Dieser ließ den Bau von Grund auf renovieren.
Ende der 1920er Jahre gehörte das Schloss einem Getränkehändler. Ab 1943 von der Reichspost genutzt, diente es als Notunterkunft für Bombengeschädigte.

## Heutiger Zustand
Nach dem Krieg verwahrloste das Schloss und wurde 1965 schließlich abgetragen. Nur einzelne Mauerreste erinnern an den Bau. Das Schloss befand sich in der Dorfstraße in Richtung Bolkenhain kurz hinter der Pfarrkirche. Hier kann man den verwilderten Schlosspark an seinem alten Baumbestand, einer Kastanienallee, einem Aussichtsturm und dem Mausoleum der Becker erkennen.